# まいける (お笑い芸人)
まいける（1972年5月12日 - ）は、日本のお笑いタレント（ピン芸人）、ダンサーである。現在の芸名は2008年2月からのものであり、それまではカタカナ表記でマイケルと名乗っていた。

## プロフィール
1990年、ミュージカル『スターライト・エクスプレス』でイタリアの機関車「ペンデリーノ」役として出演（当時18歳）。その後『スターライト・エクスプレス』で共演した若手3人により吉本興業初の男性アイドルグループ「MAM（マム）」のメンバーとしてデビュー。デビュー曲は「Take a Chance」。光GENJI全盛期の頃で、彼らもローラースケートを履いていたという。MAMは関西では一定の人気を得たものの、全国区でのブレイクには至らず、1992年に解散。解散後は吉本新喜劇やCM、主にavex系アーティストのバックダンサー、インストラクター（振り付け）などを中心に活動を展開していた。
その後2000年、エンターテイメント集団「TOKYO JAM COMPANY」のメンバーとなる。2001年4月から2年間、NHK教育『うたっておどろんぱ』に「ひでき」役でレギュラー出演。この間、芸名を「マイケル」に改名。由来は「ダンスが"まぁイケる"」から。2002年6月9日に行われた吉本興業が主催する初のダンスコンテスト「よしもとダンスコレクションVol.1」に出場し、クラシックバレエをモチーフにしたパフォーマンスで他を圧倒、優勝を飾った。この頃から芸人としても活動を始める。
2000年に行われたASAYAN20世紀最後男性ボーカルオーディションの予選に出場していた。
実家は大阪府内で畳屋を営んでいる。芸人転向直後、給料はダンサー時代から大幅に減り、都内の築40年の家賃2.8万円のアパートで生活していたが、当時の自室は物凄く長い部屋であった。その自室の壁には事務所の先輩で、自身を見出したネプチューン・名倉潤（マイケル自身「名倉師匠」と呼んで崇めている）の写真を貼り付けて、毎朝拝んでいたとのこと。その名倉潤の『爆笑問題のバク天!』での後押しもあってブレイク。芸人としてようやく軌道に乗った2005年春、家賃月8万円のマンションに引っ越した。
2006年11月15日、母の看病をすることを公式の理由として、10月末で芸能活動休止。2008年2月、占い師の横田淑恵（銀座の母）によりひらがなの「まいける」に改名し芸能活動再開。2019年からは宮古島に移住し、三線奏者やウミガメツアーのガイドをしている。

## 持ちネタ
マイケルの主な持ちネタは小咄系で、オチは全て「マイケル♪」。
まず、ツカミでは「♪やーっほやっほやっほ♪やーっほやっほやっほ♪やーっほやっほやっほ♪ マイケル♪」とスキップしながら登場。あらかじめ登場している場合は、普通の服装だったのが「♪マイケルマイケルマイケルマイケル……」と踊りながら早脱ぎして、いつものダンス時の服（黄色のラメ入り袖無しジャケット&短パン）になるのが定番。
そしてネタに入るが、「1枚、2枚、3まいケル♪」とマイなどにかけた「～マイケル♪」で終わるパターンが多い（パッション屋良の「んﾞ～!んﾞ～!」と若干似たようなところがある）。たとえすべってもポーズを作って「マイケル♪」と強引にオチに持っていくのがパターン。更に「マイケル マイケル お笑い 勉強不足♪」「マイケル マイケル 空気が読めないプン♪」と、自身を自虐してみたりもする。また、卓越したダンスのテクニックを活かし、ネタの合間に「踊らせて♪」と言ってダンスを披露。しかし実は「マイケル マイケル ダンスは時間稼ぎ♪ 便利♪」なのである。また、追い込まれていっぱいいっぱいになると、「きりきりまいケル♪」と言う。そしてシメは「おしまいケル♪」。
バラエティ番組『ズバリ言うわよ!』で、細木数子に「『マイケル♪』は止めなさい」と言われたが、「舞台とかライブとかでやっている」（出演当時持ちネタ歴3年半）と反論。

### 例
- 「マイケル、この間Tシャツ買ったの! 何枚買ったんだっけ? 1枚、2枚、3まいケル♪」
- 「マイケル、今朝ピザ食べてきたの! 何枚食べたんだっけ? 1枚、2枚、3まいケル♪」
- 「マイケル、この間北海道に行ってきたの! 行ってきたのはとまこまいケル♪」
- 「マイケル、この間上戸彩ちゃんに会ったの! あまりにも可愛くて、めまいケル♪」
- 「マイケル、痴漢撃退法知ってるの。横から来たら、裏籠手。後ろから来たら、肘。前から来たら…まえケル!」
- 「マイケル、肌は黒いけど、スケジュールは真っ白！どんまいケル♪」
- 「マイケル、うれしい事に仕事の依頼がきたの！でね、どんな仕事かと思えば、プロレスの入団テストだったの・・・・。　マイケル♪」

この他、複数の芸人と競演する際に「マイケルさんって、ダンサーなんですよね?」と振られると、思いっ切りオーバーアクション（一式ダンスする）を取った上で「誰がダンサーやねん!!」と絶叫する、という一発芸を持つ。

## ディスコグラフィー

### シングル
1. マイケルンバII（2006年2月1日、ポニーキャニオン）

### アルバム
1. NHKうたっておどろんぱ：めぐりあいっていいね　（からだはドラム、オドロン・ファイター　オープニング・テーマ）
2. NHKうたっておどろんぱ：こころのこえをきかせてよ　（こころのこえをきかせてよ（コーラス）、オーレ・オーレ・オーレ、回転木馬（コーラス）、そとにいこう、マッスル・レボリューション（ソロ）、オドロン・ファイター　オープニング・テーマ、せいぎのゆうひ（オドロン・ファイター　エンディング・テーマ）、おと　つくりのうた、からだはがっきだ、トライ・トライ・オーライ、ゆめのかいだん）
3. NHKうたっておどろんぱ：今日もいいこと　（きょうもいいこと、ともだちはともだち、ちいさなうたのおおきなちから、からだはドラム（効果音付き）、オドロン・ファイター　オープニング・テーマ、せいぎのゆうひ（オドロン・ファイター　エンディング・テーマ）
4. NHKうたっておどろんぱ：あしたにむかってダンス　（おたのしみ大メドレー：トライ・トライ・オーライ、ちいさなうたのおおきなちから、オーレ・オーレ・オーレ、ゆめのかいだん、きょうもいいこと（ショート・バージョン））

## 出演番組

### レギュラー
- 『うたっておどろんぱ』（NHK教育）「ひでき」名義、2003年4月に照井裕隆と交代。
- 『ひらめ筋GOLD』（日本テレビ系列）
- 『日曜スタジオパーク』（NHK総合、司会、2005年4月 - 2006年3月）
- 『パチロット情報局』（テレビ埼玉制作）

### ゲスト
- 『エンタの神様』（日本テレビ系列）キャッチコピーは「踊る!大遭難船」。
- 『元祖!でぶや』（テレビ東京系列）
- 『爆笑問題のバク天!』（TBS系列）
- 『いぬかみっ!』（テレビ東京系列） 栄沢汚水役の声優として出演。
- こちら本池上署　第5シリーズ　第11話
- 『ポンキッキーズ』（フジテレビ系列）サタキッズライブ、2005年爆チュー問題クリスマスライブ出演。
- 『キミ犯人じゃないよね?』（テレビ朝日系列）第4話 劇団員役
- 『相席食堂』（朝日放送テレビ） - 2022年10月18日

他多数

## CM
- 資生堂『uno』
- 日立製作所　DVDビデオカメラ『Wooo』 - ただし、子役の秋元晏斗玲の後ろで映るテレビに出演しているという形である。